# Grabiny (Basses-Carpates)
Pour les articles homonymes, voir Grabiny.
Grabiny est une localité polonaise de la gmina de Czarna, située dans le powiat de Dębica en voïvodie des Basses-Carpates.